# Massimiliano Lotti
Massimiliano Lotti (Roma, 25 novembre 1959) è un doppiatore italiano.

## Biografia
Attivo negli studi di Torino e Milano, Lotti è soprattutto conosciuto per essere la voce italiana di Larvell Jones nella serie animata di Scuola di polizia, e del maestro Jiraiya nelle serie di Naruto. È anche la voce di Wolverine in Insuperabili X-Men e dell'attore Dirk Galuba nella soap opera Tempesta d'amore. Ha inoltre doppiato occasionalmente attori come Jeff Bridges, Samuel L. Jackson e Forest Whitaker. Inoltre è la voce italiana di Falcon nel film City Hunter: Angel Dust, in sostituzione di Vittorio Bestoso, scomparso nel 2023.

## Doppiaggio

### Film
- Jeff Bridges in La banda del porno - Dilettanti allo sbaraglio
- Robert Maillet in Becky
- Samuel L. Jackson in Unthinkable
- Ray Wise in Dead End - Quella strada nel bosco
- Guillermo Ríos in Agguato nell'isola della morte
- Cooper Hukabee in Gettysburg
- Roschdy Zem in Raid
- Udo Kier in Van Helsing - Dracula's Revenge
- Chuck Wilson in Godzilla contro King Ghidorah
- Tori Minegishi in Godzilla contro Biollante
- Ho Sam in La leggenda del lago maledetto
- Masami Horiuchi in Uzumaki
- Emil Markov in Undisputed II: Last Man Standing
- Frank Langella in Eddie - Un'allenatrice fuori di testa
- Dave Bautista in Master Z: Ip Man Legacy
- Ashraf Farah in Tutti pazzi a Tel Aviv
- Mohamed Saïd Fellag in Monsieur Lazhar
- Aleksej Gus'kov in Pattini d'argento
- Koen De Bouw in L'uomo che vendette la sua pelle
- Benjamin Biolay in La douleur
- Marten Klinberg in Due fuori pista
- Christian Kahrmann in Blood & Gold
- Vithaya Pansringarm in Liberaci dal male
- Gérard Meylan in La gazza ladra

### Serie televisive
- Jamey Sheridan in Law & Order: Criminal Intent
- Linus Roache in Vikings
- Barclay Hope in Garage Sale Mystery, Upload
- Jared Harris in The Crown
- Charles Shaughnessy in Victorious[2]
- Harry Hamlin in OP Center
- Jeff Perry in Scandal
- Dane Rhodes in The Purge
- Keir Dullea in Halo
- Josh Brolin in Outer Range
- Jamie Sives in In the Dark
- Andreas Lust in Fast forward
- James Purefoy in No Man's Land
- Garry Cooper in Gangs of London
- Harald Krassnitzer in Tatort
- Richard T. Jones in The Rookie
- Joe Mantegna in As We See It - Te lo racconto io
- Vincent Walsh in Billy the Kid
- William Abadie in Emily in Paris
- Stefan Kurt in Frieden - Il prezzo della pace

### Film TV
- Malcolm McDowell in Holiday Heist - Mamma, ho visto un fantasma

### Soap opera e telenovelas
- Luciano De Marini in Teneramente Licia, Balliamo e cantiamo con Licia
- Dirk Galuba in Tempesta d'amore
- Odilon Wagner in Terra nostra
- Jorge Martinez in Una famiglia quasi perfetta

### Film d'animazione
- Alla ricerca della Valle Incantata 10 - La grande migrazione - Bron
- Blood: The last Vampire - Louis
- Kyashan: il mito - Dottor Azuma
- La leggenda dei lupi blu - Il Comandante
- La spada dei Kamui - Genjuro
- Kenshin - Samurai vagabondo: The Movie - Seijūrō Hiko
- Manie Manie - i racconti del labirinto - Il reporter
- Melanzane - Estate andalusa - Gilmore
- Plastic Little - Balboa
- I migliori del mondo - Harvey Bullock e Bibbo Bibbowsky
- Fullmetal Alchemist - La sacra stella di Milos - Ashley Crichton
- Detective Conan - L'isola mortale - Kazuo Mima
- Detective Conan - ...e le stelle stanno a guardare, Detective Conan: Episode "One" - Il detective rimpicciolito - Vodka
- Godzilla - Il pianeta dei mostri, Godzilla - Minaccia sulla città, Godzilla mangiapianeti - Unberto Mori
- Seal Team - Claggart
- Ken il guerriero - La leggenda di Raoul - Barga
- Ken il guerriero - La leggenda del vero salvatore - Jugai
- Il paradiso può attendere - Presidente
- Amon - Apocalypse of Devilman - Saylos
- Yellowbird - Darius
- My Hero Academia: World Heroes' Mission - Endeavor
- Doraemon - Il film: Nobita e il nuovo dinosauro - Jill
- Sword Art Online: Progressive - Aria of a Starless Night - Akihiko "Heathcliff" Kayaba
- One Piece Stampede - Il film, One Piece Film: Red - Akainu
- City Hunter The Movie: Angel Dust - Falcon Umibozu

### Cartoni animati
- Beavis and Butt-head - David Van Driessen
- Castlevania: Nocturne - Vaublanc
- City Hunter OAV: Un complotto da un milione di dollari - Dick
- Batman - Cavaliere della notte - Bane
- Dragon Ball - Pilaf (ep. 1-99)
- Dragon Ball Z - uno dei Quattro Re, Yamu
- Dragon Ball GT - San Shenron
- Dragon Ball Super - Pilaf, Jiren
- Dragon Quest - Apollo
- Detective Conan - Vodka (6ª voce), Andre Camel (2ª voce)
- Fullmetal Alchemist - Scar
- I cinque samurai - Krana
- I Numerotti - Cambiaforme
- Nadia - Il mistero della pietra azzurra - Capitano Nemo (2ª edizione)
- Gormiti, che miti - Bertz, Diamantes, Gorgus, Moloch, Onerion
- L'incredibile Hulk - Glen Talbott
- My Hero Academia - Enji Todoroki/Endeavor (2ª voce)
- Naruto - Jiraiya
- Patlabor - Shige
- Scuola di polizia - Larvell Jones
- Slam Dunk - Tatsuhiko Aota
- Insuperabili X-Men - Logan/Wolverine
- X-Men: Evolution - Charles Xavier
- Wolverine e gli X-Men - Bruce Banner/Hulk
- I Cavalieri dello zodiaco (ep. 2-7), I Cavalieri dello zodiaco - Saint Seiya - Hades - Geki dell'Orsa
- I Cavalieri dello zodiaco - Kira, Demetrios, Asterione
- Code Lyoko - Jean Pierre Delmas (2ª voce)
- Ken il guerriero: la leggenda di Raoul il dominatore del cielo - Sauzer
- Siamo quelli di Beverly Hills - Guglielmo
- Il mondo di Benjamin - Sebastian
- Sam il pompiere (serie del 2004) - Samuel Paitent "Sam" Jones
- Vampire Knight - Toga Yagari
- Gli orsetti del cuore - Brontolorso
- Franklin and Friends[3] - padre di Franklin
- Robin Hood - Will Scarlett
- I Cavalieri dello zodiaco - The Lost Canvas - Il mito di Ade - Sage
- Romeo × Juliet - Leonte Montecchi
- Fate/Stay Night (Unlimited Blade Works) - Souichirou Kuzuki
- Alé alé alé o-o - Kubo
- Bleach - Gō Koga
- Fire Force - Leonard Burns[4]
- Zak Storm - Skullivar
- Sword Art Online - Akihiko "Heathcliff" Kayaba
- La leggenda di Vox Machina - Generale Krieg Tristan/Brimscythe e Kevdak
- Le bizzarre avventure di Jojo - Stone Ocean - Enrico Pucci
- Captain Tsubasa - Tatsuo Mikami
- Kyashan Sins - Briking Boss
- Resident Evil: Infinite Darkness - Presidente Graham
- Fate/Apocrypha - Karna
- Beelzebub - Professor Kido
- Assassination Classroom - Matsukata
- Baki the Grappler - Kaioh Jaku
- Bastard!! - L'oscuro dio distruttore (ONA) - Abigail
- Edens Zero - Wise Steiner (anziano)
- Kuromukuro - Lefil
- Shaman King (2021) - Luchist Lasso
- Pokemon Sole e Luna - Hala
- Haikyu!! - Masaomi Onikobe
- DanMachi - Gareth Landrock e Royman Mardeel
- Jujutsu kaisen - Jogo
- Ranking of Kings - Apeas
- One Piece - Akainu (4ª voce), Jesus Burgess (3ª voce), Vista, Gol D. Roger (6ª voce), Hammond
- Ghost in the Shell: Stand Alone Complex, Ghost in the Shell: Stand Alone Complex 2nd GIG e Ghost in the Shell: SAC 2045: Ishikawa
- Overlord - Sebas Tian
- Lupin Zero - Lupin II
- That Time I Got Reincarnated as a Slime - Primo ministro ed Edmaris Falmuth (s.2)
- To Your Eternity - Padre di Tonari
- Mashle - Unicorno
- Phantom Blood - Bruford [5]

### Videogiochi
- Soldati in Hogs of War (2000)[6]
- Jason Chance in Syphon Filter 2 (2000)
- Erich Roehmer in Syphon Filter 3 (2001)
- Lynch in Kane & Lynch: Dead Men (2007),[7] Kane & Lynch 2: Dog Days (2010)[8]
- Saren Arterius in Mass Effect (2007)
- Mr. Shank in Borderlands (2009)[9]
- Xerath e Yorick (prima del rework) in League of Legends (2009)
- Sonny Raimon e Ray Dark in Inazuma Eleven 2 (2009),[10] Inazuma Eleven 3 (2010)[11]
- Dum Dum Dugan in Captain America: Il super soldato (2011)[12]
- Esbern in The Elder Scrolls V: Skyrim (2011)[13]
- Crudd in The Darkness II (2012)[14]
- Fezull e Oskatu in Diablo III (2012)[15]
- William Johnson in Assassin's Creed III (2012)[16]
- Sloan in Halo 5: Guardians (2015)[17]
- Konstantin in Rise of the Tomb Raider (2015)[18]
- Teba in The Legend of Zelda: Breath of the Wild (2017),[19] Hyrule Warriors: L'era della calamità (2020),[20] The Legend of Zelda: Tears of the Kingdom (2023)[21]
- Darkseid in Injustice 2 (2017)[22]
- Comandante in Monster Hunter: World (2018),[23] Monster Hunter World: Iceborne (2019)[23]
- Rupert in Detroit: Become Human (2018)[24]
- Cabot Finch in Jurassic World Evolution (2018),[25] Jurassic World Evolution 2 (2021)[26]
- Norman Osborn in Marvel Spider-Man (2018),[27] Marvel Spider-Man: Miles Morales (2020)[28] e Marvel Spider-Man 2 (2023)[29]
- Barnaba in Assassin's Creed: Odyssey (2018)[30]
- Darkseid, Clayface, Lobo, Ares e Solovar in LEGO DC Super-Villains (2018)[31]
- Uriel in Darksiders III (2018)[32]
- Il curatore in The Dark Pictures: Man of Medan (2019),[33] The Dark Pictures: Little Hope (2020),[34] The Dark Pictures: House of Ashes(2021),[35] The Dark Pictures: The Devil in Me (2022)[36]
- Isaac in The Last of Us Parte II (2020)[37]
- Gunnar in Assassin's Creed: Valhalla (2020)[38]
- Weldon Holt in Cyberpunk 2077 (2020)[39]
- Spirito dell'Oscurità in Biomutant (2021)[40]
- Allen e Phan in New World (2021)[41]
- Hoffman in Back 4 Blood (2021)[42]
- Qui-Gon Jinn e capo rosso in LEGO Star Wars: La saga degli Skywalker (2022)[43]
- Percival Rackham, Lodgok, Thomas Brown in Hogwarts Legacy (2023)[44]
- Aybdah e Rian in Diablo IV (2023)[45]
- Capitano spezzamaledizioni in Final Fantasy XVI (2023)[46]
- Kong in Assassin's Creed Mirage (2023)[47]
- Voce narrante in Stronghold: Definitive Edition (2023)[48]
- Cletus Samson in Dead Rising Deluxe Remaster (2024)[49]
- Hosokawa Fujitaka in Assassin's Creed Shadows (2025) [50]